# Mpama (vattendrag i Kongo-Brazzaville)
Mpama är ett vattendrag i Kongo-Brazzaville, ett biflöde till Alima. Det rinner genom departementet Plateaux, i den centrala delen av landet, 400 km norr om huvudstaden Brazzaville.